# Какветіо
Какветіо (ісп. Caquetío) — індіанці північно-західної Венесуели, що жили на берегах озера Маракайбо в часи іспанського завоювання. Вони переселилися вглиб країни, щоб уникнути поневолення іспанцями, але зрештою були знищені, як і їхні сусіди, кірикіре та хірахара. Какветіо також проживали на Арубі, Кюрасао та Бонайре, коли ці острови 1499 року вперше колонізував Алонсо де Охеда. Мова какветіо належить до аравакської сім'ї мов. Какветіо й хірахара говорили однією мовою, і їхні культури були схожими. Мову какветіо називають «мовою-примарою», тому що від неї практично не залишилося слідів. Залишилася лише назва, що збереглася в текстах XVII століття.

## Аруба, Кюрасао та Бонайре

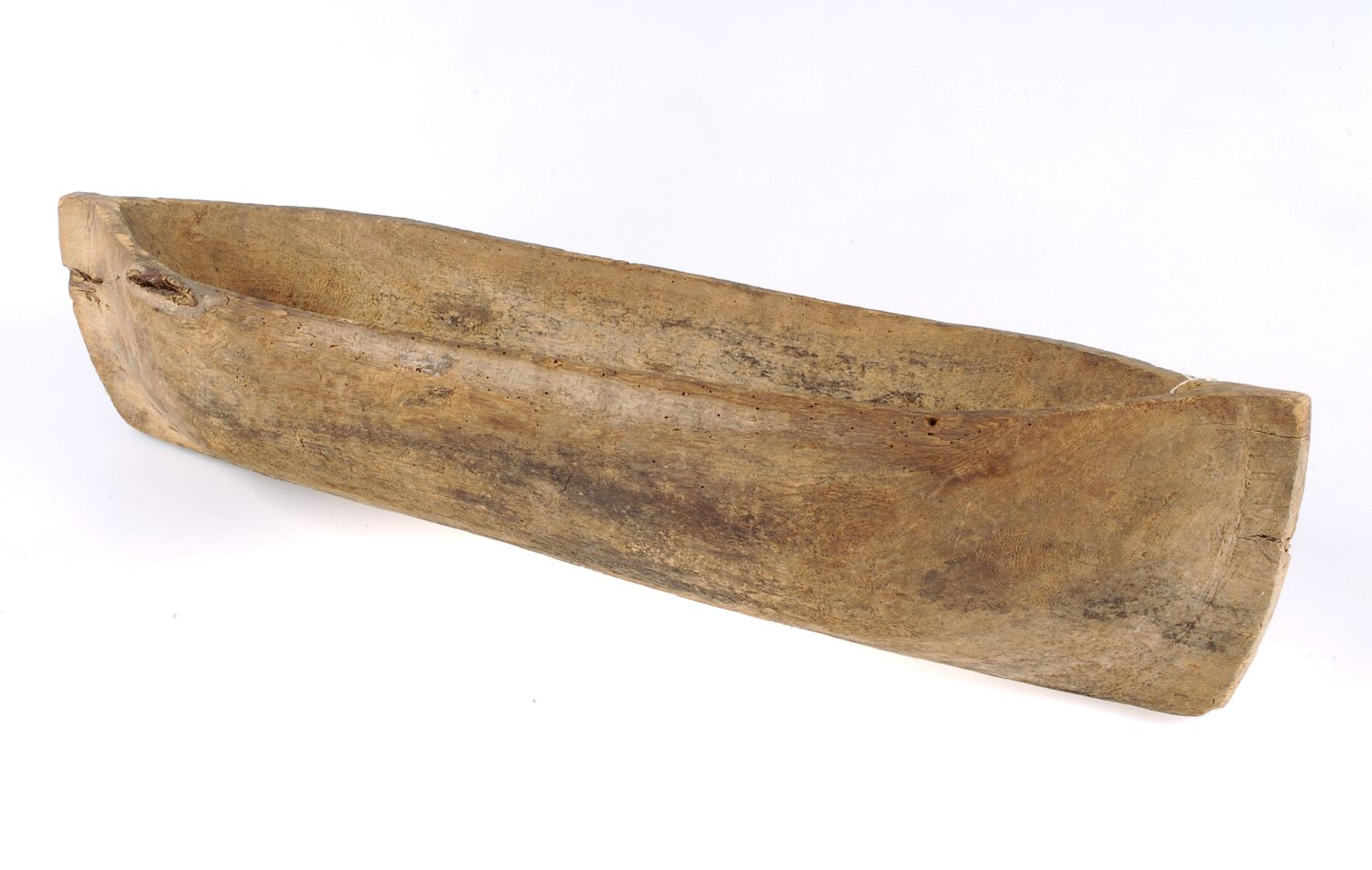
Каное-довбанка, на яких какветіо прибували на Антильські острови

Коли іспанці прибули на Арубу близько 1500-го року, вони виявили на ній народ какветіо, які жили так само, як і в кам'яну добу. Какветіо, ймовірно, мігрували на Арубу, Кюрасао і Бонайре на каное-довбанках, зроблених із видовбаних колод, які вони використовували для рибальства. Такі переходи з півострова Парагуана у Венесуелі через 27 км відкритого моря на Арубу були можливі лише на каное, які будували венесуельські какветіо.

## Венесуела
«Цей народ дуже великий, але живе в багатьох районах, відокремлених один від одного», — так резюмував літописець XVI століття Хуан де Кастельянос.
Какветіо облаштувалися не лише в прибережному регіоні на заході нинішньої Венесуели, але й щонайменше у двох інших регіонах: у долині Баркісімето в штаті Лара та на території нинішнього колумбійського штату Льянос Орієнталес. У родючій долині Баркісімето, за словами Ніколауса Федермана, першого конкістадора, що ступив на їхню землю, було 23 великих поселення, і вони могли зібрати 30 000 воїнів. Відповідно до повідомлень літописців Хуана де Кастельяноса і Гонсало Фернандеса де Ов'єдо і Вальдеса, вони населяли савани від річки Апуре на півночі до річки Касанаре на півдні.

## Історія

### Іспанський період
У перші роки колонізації іспанці називали корінних жителів Аруби какветіо. Крім того, какветіо на материку були географічно найближчим до Аруби племенем, а археологічні дані вказують на тісні зв'язки між обома групами в доколумбові часи. Можливо, на момент прибуття іспанців 1499 року на Арубі проживало до 600 осіб.
1513 року Арубу разом з Кюрасао і Бонайре оголошено безхазяйним островом, а через два роки близько 2000 какветіо з трьох островів перевезено на Еспаньйолу для роботи в шахтах. Імовірно, ці люди становили все населення островів, але 150—200 осіб повернуто 1526 року на Арубу й Кюрасао для роботи з експорту Paubrasilia echinata, Prosopis juliflora і Caesalpinia coriaria. Люди, які повернулися на Арубу та Кюрасао, були переважно какветіо, але в групі були й араваки з інших Карибських островів. Через складність печерних лабіринтів Аруби, можливо, це були переважно місцеві жителі, які уникли депортації, але вони могли бути й недавніми переселенцями з материка. Крім того, значні міграції втікачів з материка на Арубу відбувалися від 1529 до 1556 року, під час розвитку венесуельської колонії.

### Нідерландський період
Іспанці закинули Арубу від 1533 року до голландського завоювання 1636 року, коли на острові широко використовувалися іспанська й місцеві мови (особливо какветіо). Після голландського завоювання іспанці втекли, а місцевих жителів депортовано на материк, оскільки вважалося, що вони співчувають іспанцям. Однак того ж 1636 року голландська Вест-Індська компанія доручила Арубі розведення коней і великої рогатої худоби, і для цих цілей обрано місцевих жителів, оскільки вони мали хорошу репутацію мисливців на диких коней. Крім того, на Арубу втекли деякі учасники війни з іспанцями на захід від Маракайбо.
Значення Аруби зменшилося після укладення 1648 року мирного договору між Нідерландами та Іспанією, і острів знову покинули. 1655 року голландська Вест-Індійська компанія визнала вільних жителів Аруби торговими партнерами. Цим людям виділили ділянку землі, де вони могли утримувати себе завдяки землеробству; вони також займалися рубанням та продажем деревини та видобутком морських ресурсів. Александр Олів'є Ексквемелін, який написав про свій досвід буканьєра в Карибському басейні, описує спосіб життя арубців у другій половині XVII століття. Він зазначає, що жителі розмовляли іспанською, були католиками, і їх часто відвідували іспанські священники з материка. Як приклад міцних зв'язків з материком можна навести той факт, що 1723 року близько 200 жителів погодилися покинути Арубу, щоб підняти венесуельське місто Ель-Каррізаль під церковну юрисдикцію міста Коро.
Згідно з записами голландського уряду, останній справжній уродженець Аруби, Ніколас Піклас (нід. Nicolaas Pyclas), помер на Арубі 1862 року. Однак і нині в обличчях багатьох корінних арубців збереглися впізнавані риси. Недавній аналіз мітохондріальної ДНК на Арубі показав наявність індіанської ДНК, яка все ще наявна в населенні.